# Cox Media Group
Cox Media Group, Inc. (CMG) es un conglomerado mediático estadounidense propiedad principalmente de Apollo Global Management en conjunto con Cox Enterprises, que mantiene una participación minoritaria del 29% en la compañía. La compañía posee principalmente estaciones de radio y televisión, muchas de las cuales se encuentran en el Sur, el Noroeste del Pacífico, el Medio Oeste y el Nordeste, y la red regional de noticias por cable Pittsburgh Cable News Channel (PCNC).
Fundada originalmente en diciembre de 2008 por Cox Enterprises a través de una consolidación de sus filiales existentes de publicación y transmisión, la encarnación actual de Cox Media Group se formó el 17 de diciembre de 2019 a través de la adquisición por parte de Apollo del Cox Media Group original (junto con Cox Enterprises subsidiaria de publicidad, Gamut) de Cox Enterprises, que transfirió una participación mayoritaria en la compañía a Apollo, y Northwest Broadcasting de Brian Brady.

## Periódicos de Cox

### En la actualidad
- The Atlanta Journal-Constitution, Atlanta
- Dayton Daily News, Dayton, Ohio
- Journal-News, Hamilton, Ohio
- Springfield News-Sun, Springfield, Ohio

### Antiguas propiedades
Los siguientes periódicos fueron propiedad de la subsidiaria Cox Newspapers Inc. o CMG:

#### Periódicos diarios
- Austin American-Statesman, Austin, Texas
- Chandler Arizonan, Chandler, Arizona
- The Daily Advance, Elizabeth City, Carolina del Norte
- The Daily Reflector, Greenville, Carolina del Norte
- The Daily Sentinel, Nacogdoches, Texas
- The Grand Junction Daily Sentinel, Grand Junction, Colorado
- Longview News-Journal, Longview, Texas
- The Lufkin Daily News, Lufkin, Texas
- The Marshall News Messenger, Marshall, Texas
- Mesa Tribune, Mesa, Arizona
- Miami News, Miami, Florida
- Orange Leader, Orange, Texas
- Palm Beach Daily News, Palm Beach, Florida
- The Palm Beach Post, West Palm Beach, Florida
- Palo Verde Valley Times, Blythe, California
- Port Arthur News, Port Arthur, Texas
- Rocky Mount Telegram, Rocky Mount, Carolina del Norte
- Scottsdale Progress, Mesa, Arizona
- Tempe Daily News, Tempe, Arizona
- Waco Tribune-Herald, Waco, Texas

#### Periódicos semanales
- Beaufort-Hyde News, Belhaven, Carolina del Norte
- Bertie Ledger-Advance, Windsor, Carolina del Norte
- The Chowan Herald, Edenton, Carolina del Norte
- The Duplin Times, Kenansville, Carolina del Norte
- The Enterprise, Williamston, Carolina del Norte
- Farmville Enterprise, Carolina del Norte
- The Nickel-Grand Junction, Grand Junction, Colorado
- Perquimans Weekly, Elizabeth City, Carolina del Norte
- Standard Laconic, Snow Hill, Carolina del Norte
- Times-Leader, Ayden-Grifton, Carolina del Norte
- Weekly Herald, Robersonville, Carolina del Norte

## Cox Radio
Cox Media Group posee, opera u ofrece servicios de ventas y marketing a 57 estaciones en 20 mercados. Este portafolio de radio incluye 30 estaciones de TV, 15 estaciones de AM y 71 estaciones de FM.
Cox Radio se convirtió en una compañía pública, propiedad mayoritaria de Cox Enterprises, en 1996. Alrededor de abril de 2009, Cox Enterprises propuso una oferta de adquisición de Cox Radio por US$ 69 millones. La oferta expiró el 1 de mayo de 2009. Posteriormente, la oferta se elevó a $ 4.80 por acción, y el vencimiento se extendió al 13 de mayo. La oferta fue aceptada y la adquisición se completó el 1 de junio.